# Холбан, Антон
Антон Холбан (рум. Anton Holban; 10 февраля 1902, Хуши, Молдова, Румыния — 15 января 1937, Бухарест, Румыния) — румынский прозаик, драматург, эссеист, племянник влиятельного писателя, историка и социолога культуры, университетского профессора Еуджена Ловинеску.

## Биография
Учился в г. Фалтичены, Фокшаны, затем на факультете литературы и философии в Бухарестском университете (отделение романской филологии), в Дижонском университете во Франции. Университетский диплом был посвящён французскому дендизму. Преподавал французский язык в лицеях провинции и столицы. Умер от осложнений после неудачной операции аппендицита.

## Творчество
Дебютировал (1928) в кругу Э. Ловинеску и руководимого им литературно-художественного журнала «Sburătorul» (здесь печатались Б. Фондан, Ливиу Ребряну, Ион Барбу, Камил Петреску и другие). Новеллы и романы Холбана, развивающие поэтику европейского модернизма, которой посвящена и его эссеистика, отмечены влиянием М. Пруста, А. Жида, О. Хаксли. В 1935 году был принят в Союз румынских писателей. Многое из написанного А. Холбаном осталось в архиве и было опубликовано посмертно. Его «открытие», вместе с другими писателями его поколения (М. Блехер и другими), началось лишь в 1970-х годах. Именем Антона Холбана названа улица в г. Фалтичены.

## Произведения
- O moarte care nu dovedeşte nimic / Нелепая смерть (1931, роман).
- Halucinaţii / Галлюцинации (1934, сб. новелл)
- Ioana / Иоанна (1934, роман).

## Сводные издания
- Opere. 3 vol. — Bucureşti: Ed. Minerva, 1970—1975.
- O moarte care nu dovedeste nimic. Ioana. — Bucureşti: Litera International, 1997.
- Conversatii cu o moarta/ Ed. de Marius Chivu. — Bucureşti: Editura Polirom, 2005.
- Opere. 2 vol./ Ed., note si comentarii de Elena Beram; stud. introd. de Eugen Simion. — Bucuresti: Editura Fundatiei Nationale pentru Stiinta si Arta; Univers Enciclopedic, 2005.